# Shany Nadan
Shany Nadan Zarlenga (Guayaquil, 22 de agosto de 1991) es una actriz ecuatoriana de teatro, cine y televisión. Reside entre Ecuador y Colombia, países donde ha transcurrido gran parte de su carrera interpretativa. Ha participado en producciones nacionales e internacionales de gran renombre, destacándose como Manuelita Sáenz en la serie Bolívar de Caracol Televisión y Netflix. Su interpretación como la Libertadora del Libertador le otorgó gran reconocimiento internacional obteniendo la presea Al Mérito Cultural otorgado por la Municipalidad de Guayaquil. Ganadora de Masterchef Ecuador Celebrity 2025, segunda mujer en ganar este reality de cocinas más famoso del mundo. 

## Biografía
Shany Nadan Zarlenga, actriz ecuatoriana radicada en Colombia, descubrió su pasión por el arte y la actuación desde muy joven participando en varios comerciales de televisión y obras escolares.
Debuta profesionalmente a los 18 años coprotagonizando la telenovela Fanatikda y tras esta experiencia decide formarse académicamente en las artes escénicas. Estudia teatro y comunicación en University of Florida y realiza cursos de actuación en Los Ángeles, Florida, Bogotá y Ecuador con reconocidos maestros.
Siguiendo su deseo de internacionalizarse como actriz, en el 2015 decide mudarse a Bogotá donde ha logrado consolidar una carrera actoral. En Colombia protagoniza la serie Bolívar, una lucha admirable de Caracol TV y Netflix interpretando a Manuelita Sáenz. También se ha destacado por participar en series como 2091 de Mundo Fox, Tormenta de Amor de Fox Telecolombia, La Ley del Corazón de RCN y en las películas Afuera del Tiempo, Siete Cabezas y Sicosexual.
En Ecuador protagonizó varias obras de teatro como Te Quiero Muñeca, Cenicienta, La Hacedora de Milagros y Peter Pan. Ha participado como actriz principal en las telenovelas Cuatro Cuartos, Fanatikda y Escenas de Matrimonio. Y su papel antagónico en la telenovela 3 familias.

## Filmografía

### Series y telenovelas
| Año  | Título                | Personaje                                          |
| ---- | --------------------- | -------------------------------------------------- |
| 2022 | Las Villamizar        | Carolina Mariana de la Trinidad Villamizar Montero |
| 2020 | Operación Pacífico    | Teniente Paula Gaitán                              |
| 2019 | Bolívar               | Manuela Sáenz                                      |
| 2019 | Tormenta de amor      | Miranda Lasso                                      |
| 2017 | Cuatro cuartos        | María del Mar                                      |
| 2017 | 3 familias            | Deborah                                            |
| 2016 | 2091                  | Imas                                               |
| 2016 | La ley del corazón    | Laura de Bernal                                    |
| 2015 | Escenas de matrimonio | Valeria                                            |
| 2010 | Fanatikda             | Débora Benhayon                                    |

### Cine
| Año  | Título                   | Personaje |
| ---- | ------------------------ | --------- |
| 2022 | Amor en tiempos de likes | Paula     |
| 2022 | Sicosexual               | Alexandra |
| 2017 | Afuera del tiempo        | Sarah     |
| 2017 | Minuto final             | Lorena    |
| 2016 | Siete cabezas            | Campista  |

### Teatro
| Año  | Título                                  |
| ---- | --------------------------------------- |
| 2019 | Solterísimas                            |
| 2019 | Malditos 30’s                           |
| 2017 | Cenicienta                              |
| 2017 | No siento nada                          |
| 2017 | A, ante, con, contra, de, desde la vida |
| 2017 | Te quiero, muñeca                       |
| 2016 | Variaciones para un Hamlet              |
| 2014 | Peter Pan                               |
| 2014 | La hacedora de milagros                 |

### Programas de televisión
| Año  | Título                       | Nota                             |
| ---- | ---------------------------- | -------------------------------- |
| 2025 | MasterChef Celebrity Ecuador | Ganadora de la segunda temporada |

## Premios y nominaciones

### Premios India Catalina
| Año  | Categoría                                      | Telenovela o Serie | Resultado |
| ---- | ---------------------------------------------- | ------------------ | --------- |
| 2020 | Mejor Actriz Protagónica de Telenovela o Serie | Bolívar            | Nominada  |

### Otros premios
- Presea “Al Mérito Cultural” otorgado por la Municipalidad de Guayaquil.